# Eric Liddell
Eric Liddell (16. ledna 1902 – 21. února 1945) byl britský atlet a misionář.
V roce 1924 vyhrál na olympijských hrách v Paříži v běhu na 400 metrů. Původně se chtěl přihlásit na běh na 100m, ale ten se konal v neděli a on jako silně věřící nechtěl v neděli závodit. Zapsal se tedy na běh na 400m, který se konal ve středu, a ten vyhrál.
V letech 1925–1943 působil jako misionář v Číně.